# Лоджа (аэропорт)
Международный аэропорт Лоджа (фр. Aéroport international de Lodja) (ИАТА: LJA, ИКАО: FZVA) — расположен в 5 км к северу от одноимённого города Лоджа, провинция Санкуру, в центре Демократической Республики Конго.